# ابراهیم الزبیدی
ابراهیم الزبیدی (انگلیسی: Ibrahim Al-Zubaidi؛ زادهٔ ۴ اکتبر ۱۹۸۹) یک ورزشکار اهل عربستان سعودی است.
از باشگاه‌هایی که در آن بازی کرده‌است می‌توان به باشگاه فوتبال نجران عربستان سعودی، باشگاه فوتبال النصر عربستان سعودی، و باشگاه فوتبال الوحده عربستان سعودی اشاره کرد.